# Fusarium trichothecioides
Fusarium trichothecioides är en svampart som beskrevs av Wollenw. 1912. Fusarium trichothecioides ingår i släktet Fusarium och familjen Nectriaceae.   Inga underarter finns listade i Catalogue of Life.